# Film del Marvel Cinematic Universe

Logo degli Avengers

I film del Marvel Cinematic Universe sono una serie di film di supereroi statunitensi, tutti ambientati in un universo condiviso, prodotti dai Marvel Studios e basati sui personaggi che appaiono nelle pubblicazioni di Marvel Comics. Con un incasso di oltre 32 miliardi di dollari in tutto il mondo, è il franchise più redditizio nella storia del cinema.
La "Fase Uno" è iniziata nel 2008 con Iron Man e si è conclusa nel 2012 con The Avengers, la "Fase Due" è cominciata nel 2013 con Iron Man 3 ed è terminata nel 2015 con Ant-Man, mentre la "Fase Tre" è iniziata nel 2016 con Captain America: Civil War ed è finita nel 2019 con Spider-Man: Far from Home. Queste tre fasi compongono la "Saga dell'infinito" (Infinity Saga).
Il primo film della "Fase Quattro" è stato Black Widow nel 2021 e l'ultimo è stato Black Panther: Wakanda Forever nel 2022, la "Fase Cinque" è cominciata nel 2023 con Ant-Man and the Wasp: Quantumania ed è terminata nel 2025 con Thunderbolts*, mentre la "Fase Sei" è iniziata nel 2025 con I Fantastici Quattro - Gli inizi e finirà nel 2027 con Avengers: Secret Wars. Queste tre fasi sono note come la "Saga del multiverso" (Multiverse Saga).

## Saga dell'infinito

### Fase Uno

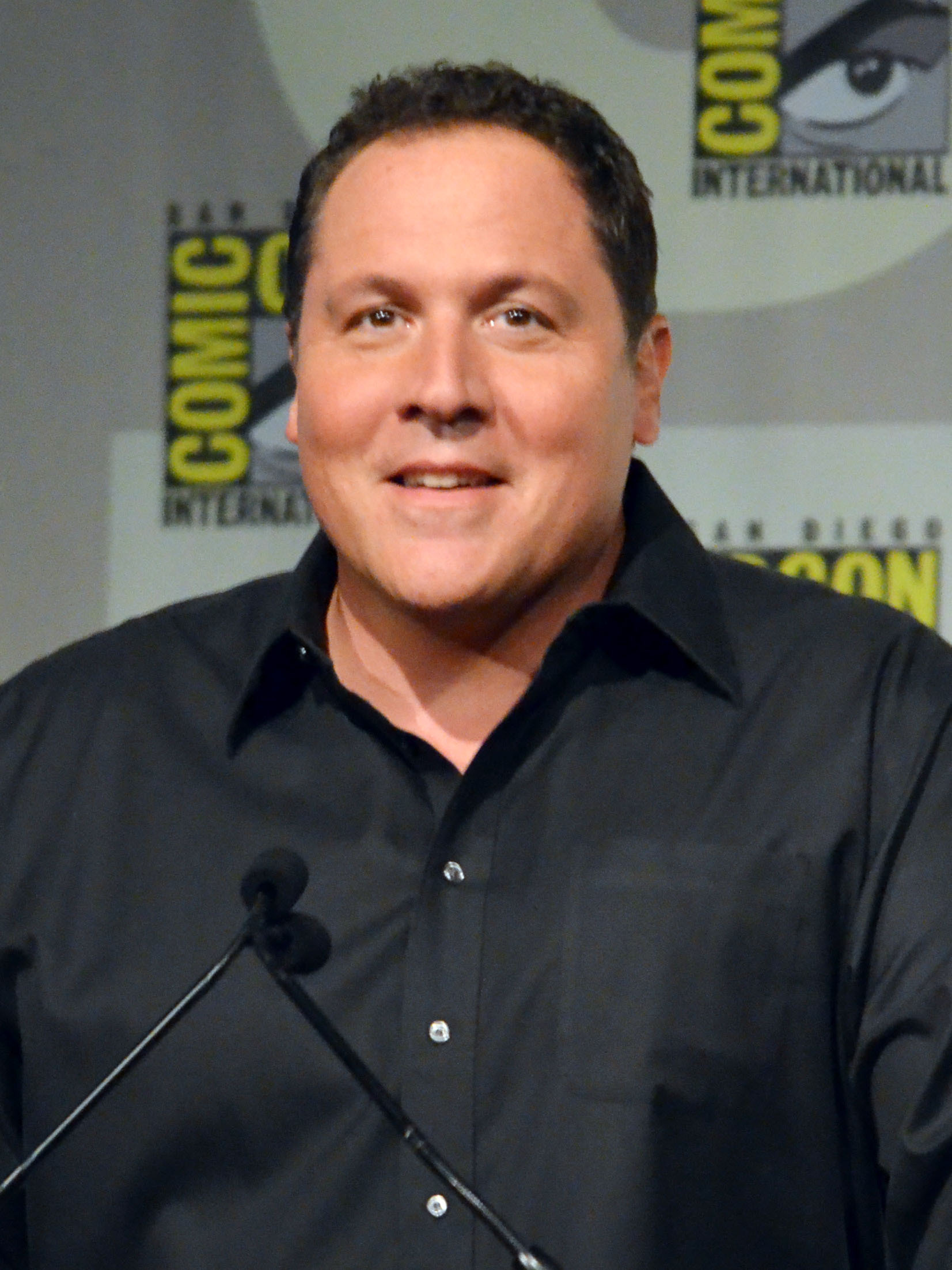
Jon Favreau, regista di Iron Man e Iron Man 2

| Film                                   | Data di uscita USA | Regia           | Sceneggiatura                                       | Produttori                             |
| -------------------------------------- | ------------------ | --------------- | --------------------------------------------------- | -------------------------------------- |
| Iron Man                               | 2 maggio 2008      | Jon Favreau     | Mark Fergus, Hawk Ostby, Art Marcum e Matt Holloway | Avi Arad e Kevin Feige                 |
| L'incredibile Hulk                     | 13 giugno 2008     | Louis Leterrier | Zak Penn                                            | Avi Arad, Gale Anne Hurd e Kevin Feige |
| Iron Man 2                             | 7 maggio 2010      | Jon Favreau     | Justin Theroux                                      | Kevin Feige                            |
| Thor                                   | 6 maggio 2011      | Kenneth Branagh | Ashley Edward Miller, Zack Stentz e Don Payne       | Kevin Feige                            |
| Captain America - Il primo Vendicatore | 22 luglio 2011     | Joe Johnston    | Christopher Markus e Stephen McFeely                | Kevin Feige                            |
| The Avengers                           | 4 maggio 2012      | Joss Whedon     | Joss Whedon                                         | Kevin Feige                            |

#### Iron Man(2008)
Nell'aprile 2006 è stato assunto Jon Favreau come regista, e Mark Fergus, Hawk Ostby, Art Marcum e Matt Holloway come sceneggiatori per il film. Robert Downey Jr. è stato scelto per interpretare Iron Man nel settembre 2006. Le riprese sono iniziate nel marzo 2007 e si è girato nella Contea di Inyo, in California, alla Edwards Air Force Base, per poi concludersi al Caesars Palace a Las Vegas nel giugno 2007.

#### L'incredibile Hulk(2008)
Nel gennaio 2006 i diritti cinematografici di Hulk sono tornati dalla Universal Pictures alla Marvel, che ha ingaggiato Louis Leterrier per la regia e Zak Penn per la sceneggiatura. Nell'aprile 2006 Edward Norton è entrato in trattative per interpretare Bruce Banner e riscrivere la sceneggiatura di Penn. Le riprese sono iniziate nel luglio 2007 e si sono svolte principalmente a Toronto, più alcune settimane a New York e a Rio de Janeiro.

#### Iron Man 2(2010)
Dopo il successo di Iron Man è stato annunciato un sequel, con Jon Favreau come regista e Justin Theroux come sceneggiatore. Samuel L. Jackson, Scarlett Johansson e Downey Jr. hanno firmato contratti multi-film per interpretare Nick Fury, Natasha Romanoff e Tony Stark / Iron Man. Le riprese sono iniziate nell'aprile 2009 a Pasadena e la maggior parte si sono svolte ai Raleigh Studios a Manhattan Beach. Altre scene sono state girate alla Edwards Air Force Base e nel Principato di Monaco.

#### Thor(2011)
Mark Protosevich è stato assunto per scrivere Thor nell'aprile 2006, e nell'agosto 2007 è stato scelto per dirigerlo Matthew Vaughn, che è rimasto fino al maggio 2008. Kenneth Branagh ha sostituito Vaughn, e Ashley Edward Miller, Zack Stentz e Don Payne hanno riscritto la sceneggiatura. Chris Hemsworth e Tom Hiddleston sono stati scelti per interpretare Thor e Loki. Le riprese sono iniziate nel gennaio 2010 a Los Angeles. Clark Gregg e Jeremy Renner appaiono nei ruoli di Phil Coulson e Clint Barton.

#### Captain America - Il primo Vendicatore(2011)
Nell'aprile 2006 è stato assunto David Self per scrivere la sceneggiatura. Joe Johnston ha firmato per dirigere il film nel novembre 2008 e sono stati assunti Christopher Markus e Stephen McFeely per riscrivere la sceneggiatura. Nel marzo 2010 Chris Evans è stato scelto come Captain America e Hugo Weaving come Teschio Rosso. Le riprese sono iniziate nel giugno 2010 e si sono svolte a Londra, Caerwent, Manchester e Liverpool.

#### The Avengers(2012)
Nel giugno 2007 Zak Penn è stato assunto per scrivere The Avengers, ma nell'aprile 2010 Joss Whedon ha firmato per dirigere il film e ha riscritto la sceneggiatura di Penn. La Marvel ha annunciato che Edward Norton non avrebbe ripreso il ruolo di Bruce Banner, ed è stato assunto al suo posto Mark Ruffalo.

### Fase Due
| Film                                | Data di uscita USA | Regia               | Sceneggiatura                                          | Produttori  |
| ----------------------------------- | ------------------ | ------------------- | ------------------------------------------------------ | ----------- |
| Iron Man 3                          | 3 maggio 2013      | Shane Black         | Drew Pearce e Shane Black                              | Kevin Feige |
| Thor: The Dark World                | 8 novembre 2013    | Alan Taylor         | Christopher Yost, Christopher Markus e Stephen McFeely | Kevin Feige |
| Captain America: The Winter Soldier | 4 aprile 2014      | Anthony e Joe Russo | Christopher Markus e Stephen McFeely                   | Kevin Feige |
| Guardiani della Galassia            | 1º agosto 2014     | James Gunn          | James Gunn e Nicole Perlman                            | Kevin Feige |
| Avengers: Age of Ultron             | 1º maggio 2015     | Joss Whedon         | Joss Whedon                                            | Kevin Feige |
| Ant-Man                             | 17 luglio 2015     | Peyton Reed         | Edgar Wright, Joe Cornish, Adam McKay e Paul Rudd      | Kevin Feige |

#### Iron Man 3(2013)
Il film è stato annunciato a fine 2010, e nel febbraio 2011 Shane Black è stato assunto per dirigerlo, scrivendo la sceneggiatura con Drew Pearce. Le riprese si sono svolte da maggio 2012 in Carolina del Nord, nella Florida del sud, in Cina e a Los Angeles.

#### Thor: The Dark World(2013)
Il film è stato annunciato nel giugno 2011, e Alan Taylor è stato scelto come regista nel dicembre 2011. Le riprese sono iniziate nel settembre 2012 a Bourne Wood, nel Surrey. Altre riprese sono state effettuate in Groenlandia e a Londra.

#### Captain America: The Winter Soldier(2014)
Il film è stato annunciato nell'aprile 2012, e Anthony e Joe Russo sono stati scelti per dirigerlo nel maggio 2012. Chris Evans, Scarlett Johansson e Samuel L. Jackson sono tornati come Steve Rogers, Natasha Romanoff e Nick Fury. Le riprese sono iniziate nell'aprile 2013 e si sono svolte a Washington e a Cleveland, in Ohio.

#### Guardiani della Galassia(2014)
Il film è stato annunciato nel luglio 2012, con James Gunn alla regia e la sceneggiatura scritta da lui e Nicole Perlman. Nel febbraio 2013 Chris Pratt è stato scelto per interpretare Star-Lord e il luglio seguente è stato annunciato il resto del cast. Josh Brolin ha interpretato Thanos. Le riprese si sono svolte nell'estate 2013 a Londra. In seguito è stato confermato da Gunn che il film sarebbe stato collegato ad Avengers: Infinity War.

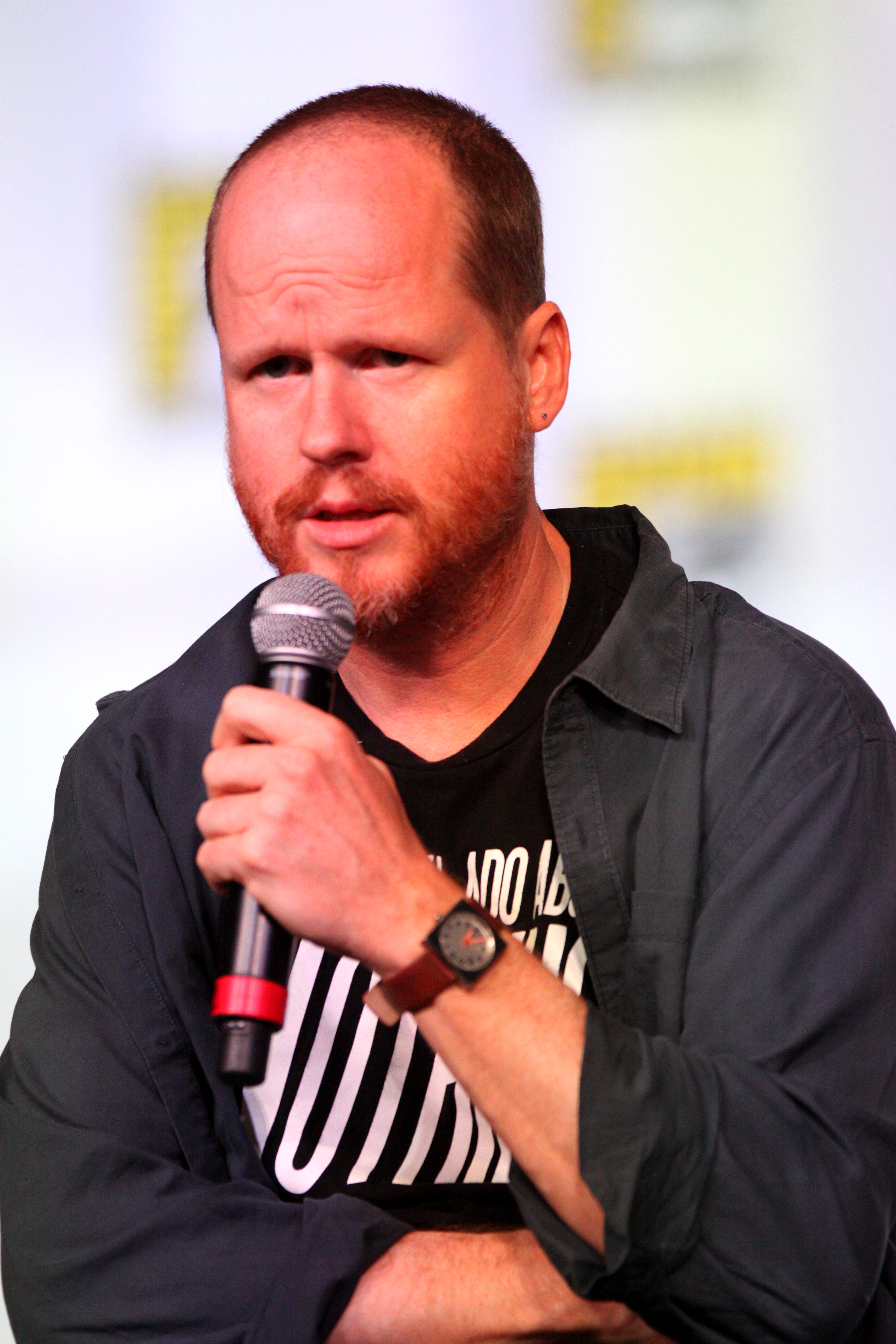
Joss Whedon, regista di The Avengers e Avengers: Age of Ultron

#### Avengers: Age of Ultron(2015)
Il film è stato annunciato poco dopo l'uscita di The Avengers, e nell'agosto 2012 Joss Whedon ha firmato per tornare come sceneggiatore e regista. Whedon ha incluso Pietro e Wanda Maximoff, interpretati da Aaron Taylor-Johnson ed Elizabeth Olsen. Paul Bettany ha interpretato Visione, mentre il villain Ultron è stato interpretato da James Spader. Le riprese si sono svolte da marzo ad agosto 2014 a Londra, Johannesburg, Seul, Chittagong e Valle d'Aosta.

#### Ant-Man(2015)
Inizialmente Edgar Wright avrebbe dovuto essere il regista e l'autore della sceneggiatura con Joe Cornish, ma nel maggio 2014 Wright ha lasciato la produzione per divergenze con la Marvel. Dopo alcune settimane di trattative, nel giugno 2014 Peyton Reed è stato scelto come nuovo regista, con una sceneggiatura scritta da Wright, Cornish, Adam McKay e Paul Rudd. Le riprese sono iniziate nell'agosto 2014 e sono terminate a dicembre.

### Fase Tre
| Film                            | Data di uscita USA | Regia                   | Sceneggiatura                                                                                      | Produttori                      |
| ------------------------------- | ------------------ | ----------------------- | -------------------------------------------------------------------------------------------------- | ------------------------------- |
| Captain America: Civil War      | 6 maggio 2016      | Anthony e Joe Russo     | Christopher Markus e Stephen McFeely                                                               | Kevin Feige                     |
| Doctor Strange                  | 4 novembre 2016    | Scott Derrickson        | Jon Spaihts, Scott Derrickson e C. Robert Cargill                                                  | Kevin Feige                     |
| Guardiani della Galassia Vol. 2 | 5 maggio 2017      | James Gunn              | James Gunn                                                                                         | Kevin Feige                     |
| Spider-Man: Homecoming          | 7 luglio 2017      | Jon Watts               | Jonathan Goldstein, John Francis Daley, Jon Watts, Christopher Ford, Chris McKenna ed Erik Sommers | Kevin Feige e Amy Pascal        |
| Thor: Ragnarok                  | 3 novembre 2017    | Taika Waititi           | Eric Pearson, Craig Kyle e Christopher Yost                                                        | Kevin Feige                     |
| Black Panther                   | 16 febbraio 2018   | Ryan Coogler            | Joe Robert Cole e Ryan Coogler                                                                     | Kevin Feige                     |
| Avengers: Infinity War          | 27 aprile 2018     | Anthony e Joe Russo     | Christopher Markus e Stephen McFeely                                                               | Kevin Feige                     |
| Ant-Man and the Wasp            | 6 luglio 2018      | Peyton Reed             | Chris McKenna, Erik Sommers, Paul Rudd, Andrew Barrer e Gabriel Ferrari                            | Kevin Feige e Stephen Broussard |
| Captain Marvel                  | 8 marzo 2019       | Anna Boden e Ryan Fleck | Anna Boden, Ryan Fleck e Geneva Robertson-Dworet                                                   | Kevin Feige                     |
| Avengers: Endgame               | 26 aprile 2019     | Anthony e Joe Russo     | Christopher Markus e Stephen McFeely                                                               | Kevin Feige                     |
| Spider-Man: Far from Home       | 2 luglio 2019      | Jon Watts               | Chris McKenna ed Erik Sommers                                                                      | Kevin Feige e Amy Pascal        |

#### Captain America: Civil War(2016)
Nel gennaio 2014 Anthony e Joe Russo hanno firmato per tornare alla regia del terzo film di Captain America, e sono stati confermati gli sceneggiatori Christopher Markus e Stephen McFeely, oltre al ritorno di Chris Evans e Robert Downey Jr. come Captain America e Iron Man. Le riprese si sono svolte da aprile ad agosto 2015 ad Atlanta, Porto Rico e Berlino. Sono stati introdotti Tom Holland e Chadwick Boseman nei ruoli di Peter Parker / Spider-Man e T'Challa / Black Panther.

#### Doctor Strange(2016)
Nel giugno 2010 Thomas Dean Donnelly e Joshua Oppenheimer sono stati assunti per scrivere la sceneggiatura del film con protagonista Dottor Strange, interpretato da Benedict Cumberbatch. Scott Derrickson è stato scelto nel giugno 2014 per dirigerlo, mentre Jon Spaihts e C. Robert Cargill hanno riscritto la sceneggiatura. Le riprese sono iniziate nel novembre 2015 in Nepal e sono terminate nell'aprile 2016 in Inghilterra.

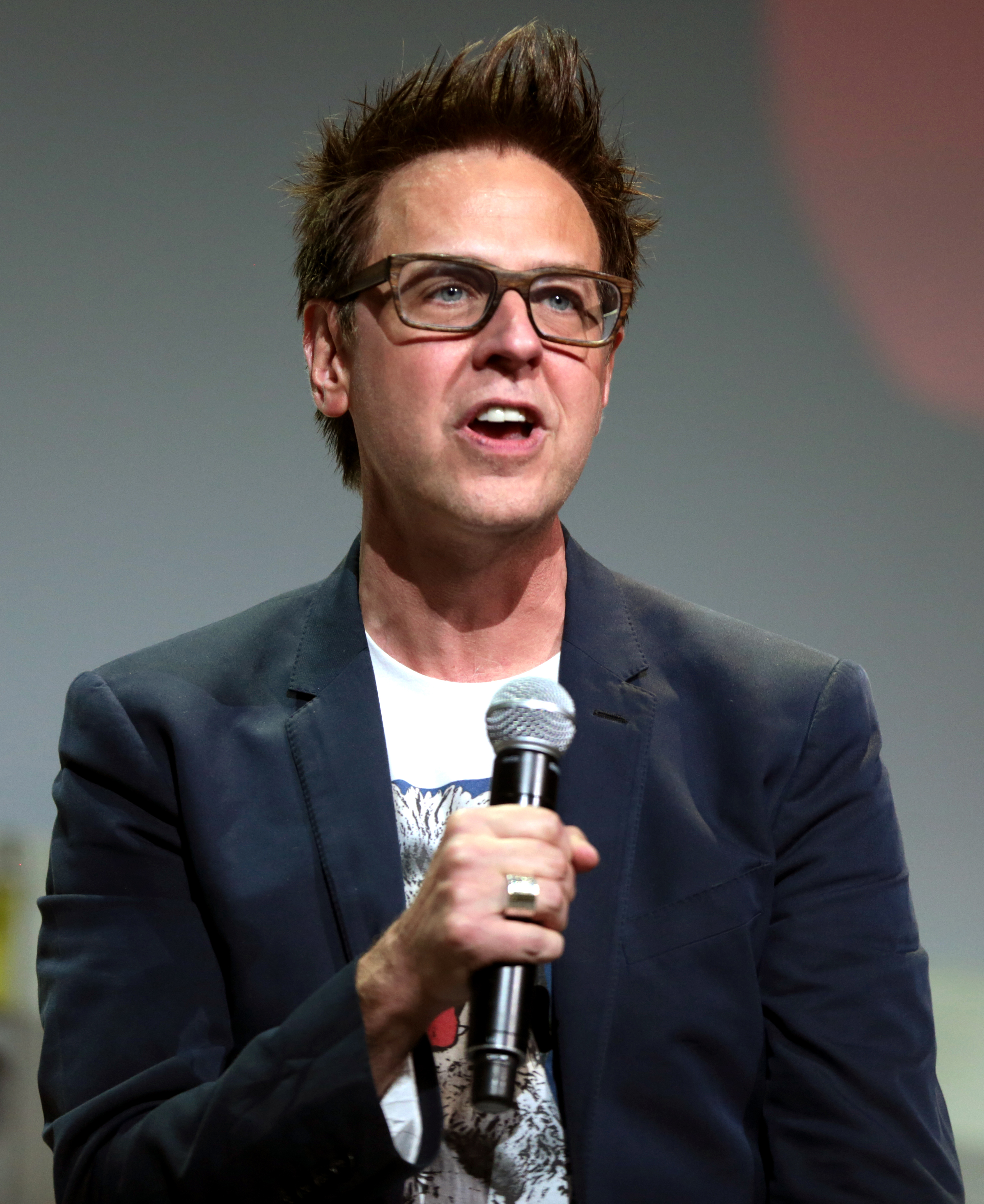
James Gunn, regista dei tre film dei Guardiani della Galassia

#### Guardiani della Galassia Vol. 2(2017)
Il film è stato annunciato nel luglio 2014, nuovamente scritto e diretto da James Gunn. Pratt, Saldana, Cooper, Bautista, Diesel, Rooker, Gillan, Close e Sean Gunn sono tornati nei loro ruoli, a cui si aggiungono Pom Klementieff e Kurt Russell come Mantis ed Ego. Nel giugno 2015 è stato rivelato il titolo del film. Le riprese sono iniziate nel febbraio 2016 ad Atlanta e sono terminate a giugno.

#### Spider-Man: Homecoming(2017)
Nel febbraio 2015 Sony e Marvel hanno annunciato un accordo per realizzare un nuovo film di Spider-Man. Nel giugno 2015 Tom Holland è stato annunciato come Spider-Man e Jon Watts come regista. Nell'aprile 2016 è stato rivelato il titolo del film. Le riprese sono iniziate nel giugno 2016 ad Atlanta e sono terminate a ottobre a New York. Downey Jr. e Marisa Tomei hanno ripreso i ruoli di Tony Stark / Iron Man e May Parker.

#### Thor: Ragnarok(2017)
Nel gennaio 2014 è stato annunciato che Craig Kyle e Christopher Yost avrebbero scritto il film. Nell'ottobre 2015 Taika Waititi è stato scelto come regista, e nel dicembre 2015 Stephany Folsom è stata assunta per riscrivere la sceneggiatura, che però è stata attribuita Eric Pearson, Kyle e Yost. Le riprese sono iniziate nel luglio 2016 in Australia e sono terminate a ottobre. Hemsworth, Hiddleston, Ruffalo, Cumberbatch, Idris Elba e Anthony Hopkins sono tornati nei loro ruoli.

#### Black Panther(2018)
Nel gennaio 2011 Mark Bailey è stato assunto per scrivere un film su Pantera Nera, che è stato annunciato nell'ottobre 2014, con protagonista Chadwick Boseman. Nell'ottobre 2015 Joe Robert Cole è entrato in trattative per scrivere la sceneggiatura. Nel gennaio 2016 Ryan Coogler è stato annunciato alla regia e come sceneggiatore insieme a Cole. Le riprese sono iniziate nel gennaio 2017 ad Atlanta e sono terminate ad aprile. Andy Serkis, Martin Freeman e Florence Kasumba sono tornati nei loro ruoli.

#### Avengers: Infinity War(2018)
Il film è stato annunciato nell'ottobre 2014 come Avengers: Infinity War - Part 1. Nell'aprile 2015 sono stati annunciati Anthony e Joe Russo come registi, e a maggio è stato rivelato che Christopher Markus e Stephen McFeely avrebbero scritto la sceneggiatura. Nel luglio 2016 il titolo è stato abbreviato in Avengers: Infinity War. Le riprese sono iniziate nel gennaio 2017 ad Atlanta e sono terminate a luglio.

#### Ant-Man and the Wasp(2018)
Il film è stato annunciato nell'ottobre 2015, con Paul Rudd ed Evangeline Lilly che hanno ripreso i ruoli di Ant-Man e Wasp, e ancora con Peyton Reed alla regia. Le riprese sono iniziate nell'agosto 2017 ad Atlanta e sono terminate a novembre.

#### Captain Marvel(2019)
Il film è stato annunciato nell'ottobre 2014 con protagonista Carol Danvers, interpretata da Brie Larson. Nell'aprile 2015 è stato rivelato che la sceneggiatura sarebbe stata scritta da Nicole Perlman e Meg LeFauve, sostituite nell'agosto 2017 con Geneva Robertson-Dworet. Nell'aprile 2017 sono stati annunciati Anna Boden e Ryan Fleck alla regia. Le riprese sono iniziate nel gennaio 2018 in California e sono terminate a luglio. Samuel L. Jackson ha ripreso il ruolo di Nick Fury.

#### Avengers: Endgame(2019)
Il film è stato annunciato nell'ottobre 2014 come Avengers: Infinity War - Part 2. Nell'aprile 2015 sono stati annunciati Anthony e Joe Russo come registi, e a maggio è stato rivelato che Christopher Markus e Stephen McFeely avrebbero scritto la sceneggiatura. Nel luglio 2016 è stato annunciato che il titolo del film sarebbe stato cambiato. Le riprese sono iniziate nell'agosto 2017 ad Atlanta e sono terminate a dicembre.

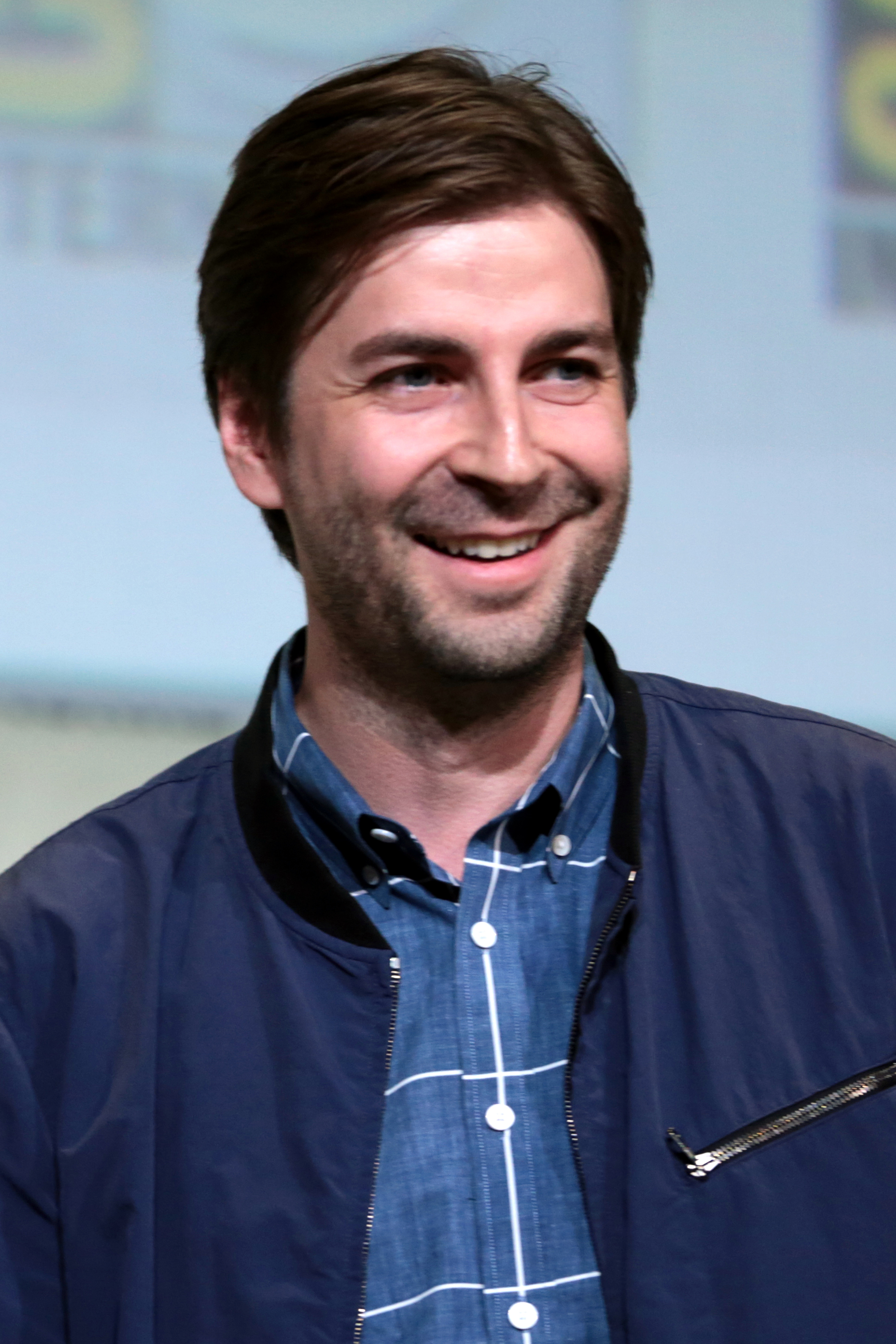
Jon Watts, regista di tre film di Spider-Man

#### Spider-Man: Far from Home(2019)
Il film è stato annunciato nel dicembre 2016. Nel luglio 2017 Jon Watts ha accettato di tornare alla regia del sequel, e nell'agosto 2017 è stato annunciato che la sceneggiatura sarebbe stata scritta da Chris McKenna ed Erik Sommers. Nel giugno 2018 Tom Holland ha rivelato il titolo del film. Le riprese sono iniziate nel luglio 2018 nel Regno Unito e sono terminate a ottobre.

## Saga del multiverso

### Fase Quattro
| Film                                       | Data di uscita USA | Regia                 | Sceneggiatura                                         | Produttori                      |
| ------------------------------------------ | ------------------ | --------------------- | ----------------------------------------------------- | ------------------------------- |
| Black Widow                                | 9 luglio 2021      | Cate Shortland        | Eric Pearson                                          | Kevin Feige                     |
| Shang-Chi e la leggenda dei Dieci Anelli   | 3 settembre 2021   | Destin Daniel Cretton | David Callaham, Destin Daniel Cretton e Andrew Lanham | Kevin Feige e Jonathan Schwartz |
| Eternals                                   | 5 novembre 2021    | Chloé Zhao            | Chloé Zhao, Patrick Burleigh, Ryan Firpo e Kaz Firpo  | Kevin Feige e Nate Moore        |
| Spider-Man: No Way Home                    | 17 dicembre 2021   | Jon Watts             | Chris McKenna ed Erik Sommers                         | Kevin Feige e Amy Pascal        |
| Doctor Strange nel Multiverso della Follia | 6 maggio 2022      | Sam Raimi             | Michael Waldron                                       | Kevin Feige                     |
| Thor: Love and Thunder                     | 8 luglio 2022      | Taika Waititi         | Taika Waititi e Jennifer Kaytin Robinson              | Kevin Feige e Brad Winderbaum   |
| Black Panther: Wakanda Forever             | 11 novembre 2022   | Ryan Coogler          | Ryan Coogler e Joe Robert Cole                        | Kevin Feige e Nate Moore        |

#### Black Widow(2021)
Nel febbraio 2014 Feige ha rivelato di voler realizzare un film sulla Vedova Nera. Nel luglio 2018 Cate Shortland è stata scelta per dirigerlo, con Scarlett Johansson riconfermata nel ruolo. La sceneggiatura è stata scritta da Eric Pearson. Le riprese sono iniziate nel maggio 2019 in Norvegia e sono terminate a ottobre.

#### Shang-Chi e la leggenda dei Dieci Anelli(2021)
Nel dicembre 2018 David Callaham è stato ingaggiato per scrivere la sceneggiatura di un film su Shang-Chi. Nel marzo 2019 Destin Daniel Cretton è stato scelto come regista. Le riprese sono iniziate nel marzo 2020 in Australia e sono terminate a ottobre.

#### Eternals(2021)
Nell'aprile 2018 Feige ha rivelato che era in sviluppo un film sugli Eterni. Nel settembre successivo è stata assunta Chloé Zhao per dirigerlo. Le riprese sono iniziate nell'agosto 2019 nel Regno Unito e sono terminate nel febbraio 2020.

#### Spider-Man: No Way Home(2021)
Nel 2017 è stato annunciato un terzo film di Spider-Man, e nel settembre 2019 Sony e Disney hanno trovato un nuovo accordo, con Jon Watts confermato alla regia. Le riprese sono iniziate nell'ottobre 2020 a New York e sono terminate nel marzo 2021.

#### Doctor Strange nel Multiverso della Follia(2022)
Nel dicembre 2018 è stato annunciato il sequel di Doctor Strange, con Sam Raimi alla regia. Le riprese sono iniziate nel novembre 2020 a Londra e sono terminate nell'aprile 2021.

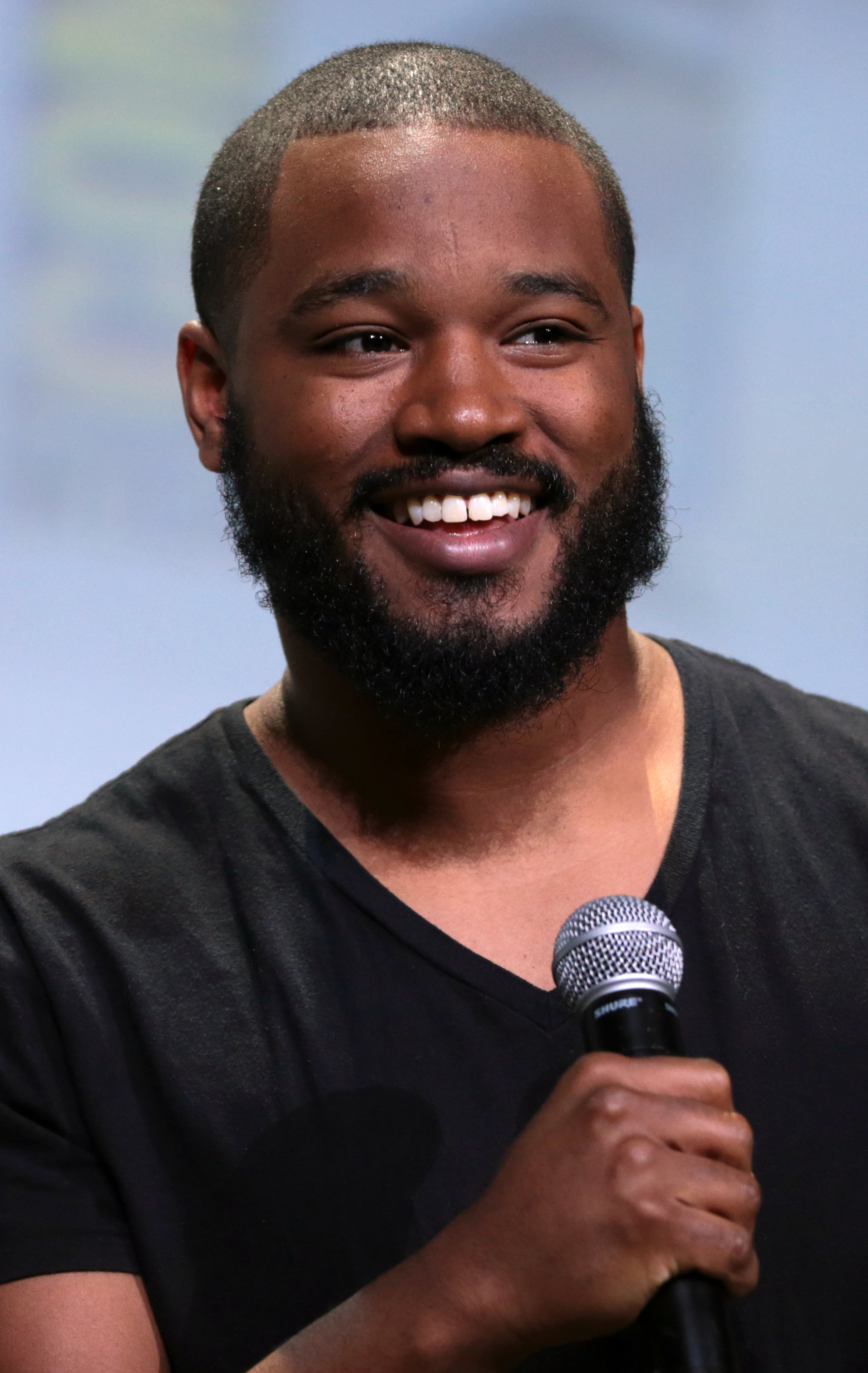
Ryan Coogler, regista dei tre film di Black Panther

#### Thor: Love and Thunder(2022)
Nel gennaio 2018, Chris Hemsworth ha manifestato il suo interesse nell'interpretare ancora Thor. Nel luglio 2019, Taika Waititi ha firmato un accordo per scrivere e dirigere un quarto film di Thor. Le riprese sono iniziate nel gennaio 2021 in Australia e sono terminate a maggio.

#### Black Panther: Wakanda Forever(2022)
Nell'ottobre 2018 è stato annunciato Ryan Coogler come regista del sequel di Black Panther. Le riprese sono iniziate nel giugno 2021 ad Atlanta e sono terminate nel marzo 2022.

### Fase Cinque

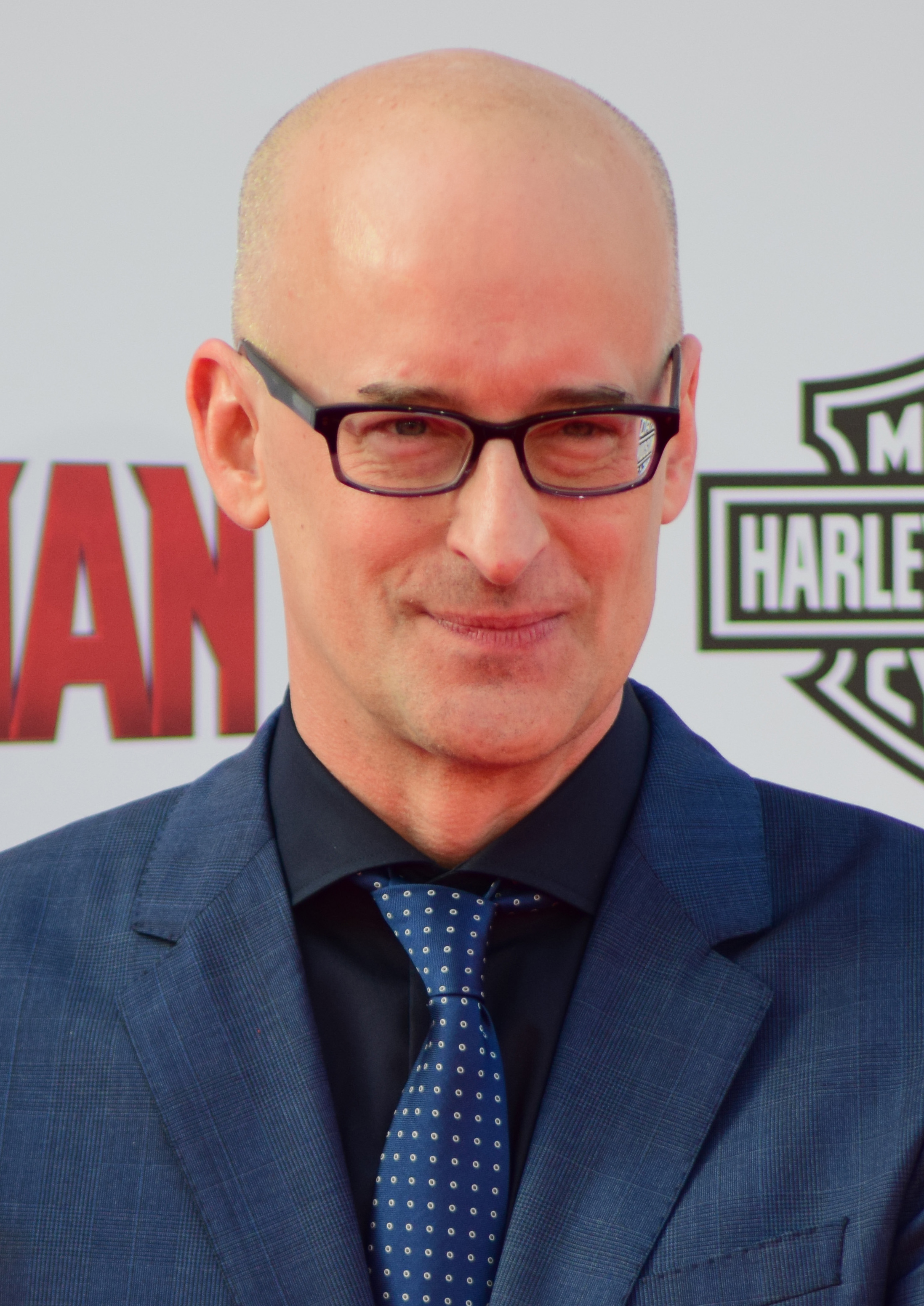
Peyton Reed, regista dei tre film di Ant-Man

| Film                              | Data di uscita USA | Regia         | Sceneggiatura                                                          | Produttori                                                    |
| --------------------------------- | ------------------ | ------------- | ---------------------------------------------------------------------- | ------------------------------------------------------------- |
| Ant-Man and the Wasp: Quantumania | 17 febbraio 2023   | Peyton Reed   | Jeff Loveness                                                          | Kevin Feige e Stephen Broussard                               |
| Guardiani della Galassia Vol. 3   | 5 maggio 2023      | James Gunn    | James Gunn                                                             | Kevin Feige                                                   |
| The Marvels                       | 10 novembre 2023   | Nia DaCosta   | Nia DaCosta, Megan McDonnell, Elissa Karasik                           | Kevin Feige                                                   |
| Deadpool & Wolverine              | 26 luglio 2024     | Shawn Levy    | Rhett Reese, Paul Wernick, Zeb Wells, Ryan Reynolds e Shawn Levy       | Kevin Feige, Ryan Reynolds, Shawn Levy e Lauren Shuler Donner |
| Captain America: Brave New World  | 14 febbraio 2025   | Julius Onah   | Rob Edwards, Malcolm Spellman, Dalan Musson, Julius Onah e Peter Glanz | Kevin Feige e Nate Moore                                      |
| Thunderbolts*                     | 2 maggio 2025      | Jake Schreier | Eric Pearson e Joanna Calo                                             | Kevin Feige                                                   |

#### Ant-Man and the Wasp: Quantumania(2023)
Nel novembre 2019 è stato annunciato che Peyton Reed avrebbe diretto un terzo film sui personaggi di Ant-Man e Wasp. Le riprese sono iniziate nel febbraio 2021 e sono terminate a novembre.

#### Guardiani della Galassia Vol. 3(2023)
Nell'aprile 2016 è stato annunciato un terzo film sui Guardiani della Galassia, e nell'aprile 2017 James Gunn ha annunciato che sarebbe tornato per scriverlo e dirigerlo. Nel luglio 2018 Gunn è stato licenziato, per poi essere reintegrato nel marzo 2019. Le riprese sono iniziate nel novembre 2021 e sono terminate nel maggio 2022.

#### The Marvels(2023)
Nel luglio 2019 è stato annunciato un secondo film su Carol Danvers. Nell'agosto 2020 è stato rivelato che la regista sarebbe stata Nia DaCosta. Le riprese sono iniziate nell'agosto 2021 e sono terminate nel maggio 2022.

#### Deadpool & Wolverine(2024)
Nel dicembre 2019 Ryan Reynolds ha annunciato un terzo film su Deadpool. Nel marzo 2022 è stato rivelato che il regista sarebbe stato Shawn Levy. Le riprese sono iniziate nel maggio 2023 e sono terminate nel gennaio 2024.

#### Captain America: Brave New World(2025)
Nell'aprile 2021 è stato annunciato un quarto film su Captain America, con protagonista Sam Wilson. Nel luglio 2022 è stato rivelato che il regista sarebbe stato Julius Onah. Le riprese sono iniziate nel marzo 2023 e sono terminate a giugno.

#### Thunderbolts*(2025)
Nel giugno 2022 è stato annunciato un film sui Thunderbolts, con Jake Schreier alla regia. Le riprese sono iniziate nel febbraio 2024 e sono terminate a giugno.

### Fase Sei
| Film                             | Data di uscita USA | Regia                 | Sceneggiatura                                           | Produttori                       |
| -------------------------------- | ------------------ | --------------------- | ------------------------------------------------------- | -------------------------------- |
| I Fantastici Quattro - Gli inizi | 25 luglio 2025     | Matt Shakman          | Josh Friedman, Eric Pearson, Jeff Kaplan e Ian Springer | Kevin Feige                      |
| Spider-Man: Brand New Day        | 31 luglio 2026     | Destin Daniel Cretton | Chris McKenna ed Erik Sommers                           | Kevin Feige e Amy Pascal         |
| Avengers: Doomsday               | 18 dicembre 2026   | Anthony e Joe Russo   | Michael Waldron e Stephen McFeely                       | Kevin Feige, Anthony e Joe Russo |
| Avengers: Secret Wars            | 17 dicembre 2027   | Anthony e Joe Russo   | Michael Waldron e Stephen McFeely                       | Kevin Feige, Anthony e Joe Russo |

#### I Fantastici Quattro - Gli inizi(2025)
Nel luglio 2019 è stato annunciato un film sui Fantastici Quattro. Nel settembre 2022 è stato rivelato che il regista sarebbe stato Matt Shakman. Le riprese sono iniziate nel luglio 2024 e sono terminate a novembre.

#### Spider-Man: Brand New Day(2026)
Nell'agosto 2019 è stato rivelato che era in sviluppo un quarto film di Spider-Man, e nel novembre 2021 è stato annunciato che era in lavorazione. Nell'ottobre 2024 è stato rivelato che il regista sarebbe stato Destin Daniel Cretton. Le riprese sono iniziate nell'agosto 2025.

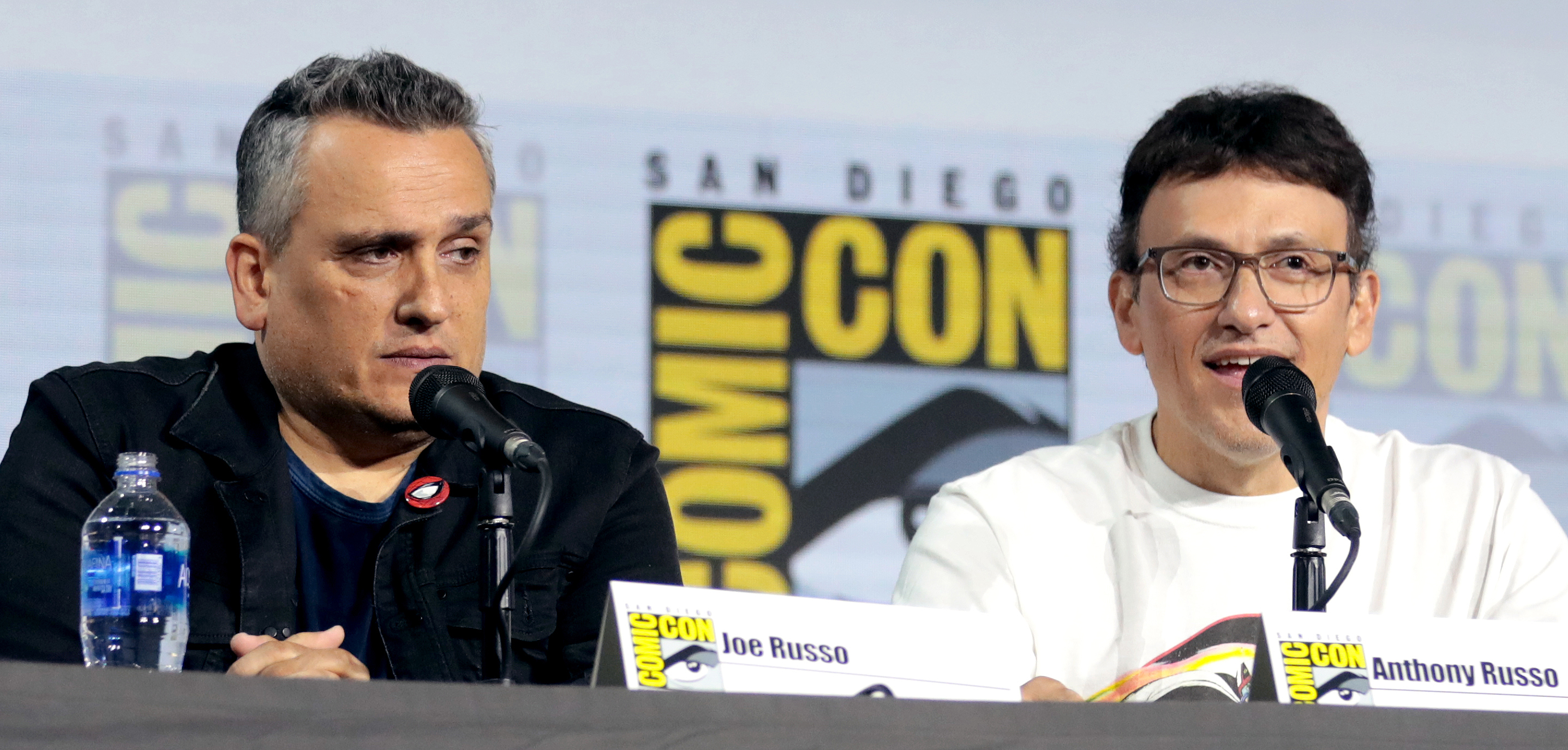
Anthony e Joe Russo, registi di due film di Captain America e di quattro film degli Avengers

#### Avengers: Doomsday(2026)
Nel luglio 2022 è stato annunciato un quinto film sugli Avengers. Nel luglio 2024 è stato rivelato che i registi sarebbero stati Anthony e Joe Russo. Le riprese sono iniziate nell'aprile 2025.

#### Avengers: Secret Wars(2027)
Nel luglio 2022 è stato annunciato un sesto film sugli Avengers. Nel luglio 2024 è stato rivelato che i registi sarebbero stati Anthony e Joe Russo.

## Film senza fase
Generalmente i Marvel Studios pianificano i loro film con cinque-sei anni di anticipo rispetto ai film annunciati. Nel 2014 erano state pianificate storie fino al 2028.
| Film                                               | Data di uscita USA | Regia                 | Sceneggiatura         | Produttori                      |
| -------------------------------------------------- | ------------------ | --------------------- | --------------------- | ------------------------------- |
| Armor Wars                                         | N.D.               | N.D.                  | Yassir Lester         | Kevin Feige                     |
| Sequel di Shang-Chi e la leggenda dei Dieci Anelli | N.D.               | Destin Daniel Cretton | Destin Daniel Cretton | Kevin Feige e Jonathan Schwartz |
| Sequel di Black Panther: Wakanda Forever           | N.D.               | Ryan Coogler          | Ryan Coogler          | Kevin Feige e Nate Moore        |
| Blade                                              | N.D.               | N.D.                  | Eric Pearson          | Kevin Feige                     |
| Film sugli X-Men                                   | N.D.               | Jake Schreier         | Michael Lesslie       | Kevin Feige                     |
| Film su Deadpool / X-Men                           | N.D.               | N.D.                  | Ryan Reynolds         | Kevin Feige                     |
| Sequel di I Fantastici Quattro - Gli inizi         | N.D.               | N.D.                  | N.D.                  | Kevin Feige                     |

### Armor Wars
Nel settembre 2022 è stato annunciato che la serie televisiva su War Machine è stata tramutata in un film.

### Sequel diShang-Chi e la leggenda dei Dieci Anelli
Nel dicembre 2021 è stato annunciato che Destin Daniel Cretton avrebbe diretto un secondo film di Shang-Chi.

### Sequel diBlack Panther: Wakanda Forever
Nel dicembre 2024 è stato annunciato che Ryan Coogler avrebbe diretto un terzo film di Black Panther.

### Blade
Nel luglio 2019 è stato annunciato un film su Blade.

### Film sugli X-Men
Nel luglio 2019 è stato annunciato un film sugli X-Men. Nel giugno 2025 è stato rivelato che il regista sarebbe stato Jake Schreier.

### Film su Deadpool / X-Men
Nel maggio 2025 è stato rivelato che era in sviluppo un film su Deadpool e alcuni membri degli X-Men.

### Sequel diI Fantastici Quattro - Gli inizi
Nel giugno 2025 è stato rivelato che era in sviluppo un secondo film dei Fantastici Quattro.

## Accoglienza

### Incassi
| Film                                       | Data di uscita USA | Incassi ($)  | Incassi ($)    | Incassi ($)   | Budget ($)  | Fonti           |
| Film                                       | Data di uscita USA | USA e Canada | Internazionale | Mondiale      | Budget ($)  | Fonti           |
| ------------------------------------------ | ------------------ | ------------ | -------------- | ------------- | ----------- | --------------- |
| Iron Man                                   | 2 maggio 2008      | 319 034 126  | 266 762 121    | 585 796 247   | 140 000 000 | [ 217 ]         |
| L'incredibile Hulk                         | 13 giugno 2008     | 134 806 913  | 129 964 083    | 264 770 996   | 150 000 000 | [ 218 ]         |
| Iron Man 2                                 | 7 maggio 2010      | 312 433 331  | 311 500 000    | 623 933 331   | 200 000 000 | [ 219 ]         |
| Thor                                       | 6 maggio 2011      | 181 030 624  | 268 295 994    | 449 326 618   | 150 000 000 | [ 220 ]         |
| Captain America - Il primo Vendicatore     | 22 luglio 2011     | 176 654 505  | 193 915 269    | 370 569 774   | 140 000 000 | [ 221 ]         |
| The Avengers                               | 4 maggio 2012      | 623 357 910  | 897 180 626    | 1 520 538 536 | 220 000 000 | [ 222 ]         |
| Iron Man 3                                 | 3 maggio 2013      | 409 013 994  | 806 563 211    | 1 215 577 205 | 200 000 000 | [ 223 ]         |
| Thor: The Dark World                       | 8 novembre 2013    | 206 362 140  | 438 421 000    | 644 783 140   | 170 000 000 | [ 224 ]         |
| Captain America: The Winter Soldier        | 4 aprile 2014      | 259 766 572  | 454 654 931    | 714 421 503   | 170 000 000 | [ 225 ]         |
| Guardiani della Galassia                   | 1º agosto 2014     | 333 718 600  | 439 631 547    | 773 350 376   | 170 000 000 | [ 226 ]         |
| Avengers: Age of Ultron                    | 1º maggio 2015     | 459 005 868  | 946 012 180    | 1 405 018 048 | 250 000 000 | [ 227 ]         |
| Ant-Man                                    | 17 luglio 2015     | 180 202 163  | 339 109 802    | 519 311 965   | 130 000 000 | [ 228 ]         |
| Captain America: Civil War                 | 6 maggio 2016      | 408 084 349  | 746 962 067    | 1 155 046 416 | 250 000 000 | [ 229 ]         |
| Doctor Strange                             | 4 novembre 2016    | 232 641 920  | 445 154 156    | 677 796 833   | 165 000 000 | [ 230 ]         |
| Guardiani della Galassia Vol. 2            | 5 maggio 2017      | 389 813 101  | 473 942 950    | 863 756 903   | 200 000 000 | [ 231 ]         |
| Spider-Man: Homecoming                     | 7 luglio 2017      | 334 952 829  | 545 983 955    | 880 978 185   | 175 000 000 | [ 232 ]         |
| Thor: Ragnarok                             | 3 novembre 2017    | 315 058 289  | 540 243 517    | 855 301 806   | 180 000 000 | [ 233 ]         |
| Black Panther                              | 16 febbraio 2018   | 700 426 566  | 649 499 517    | 1 349 926 083 | 200 000 000 | [ 234 ] [ 235 ] |
| Avengers: Infinity War                     | 27 aprile 2018     | 678 815 482  | 1 373 599 557  | 2 052 415 039 | 300 000 000 | [ 236 ] [ 237 ] |
| Ant-Man and the Wasp                       | 6 luglio 2018      | 216 648 740  | 406 025 399    | 622 674 139   | 162 000 000 | [ 238 ] [ 239 ] |
| Captain Marvel                             | 8 marzo 2019       | 426 829 839  | 704 586 607    | 1 131 416 446 | 160 000 000 | [ 240 ]         |
| Avengers: Endgame                          | 26 aprile 2019     | 858 373 000  | 1 941 066 100  | 2 799 439 100 | 356 000 000 | [ 241 ]         |
| Spider-Man: Far from Home                  | 2 luglio 2019      | 391 283 774  | 741 414 082    | 1 132 723 226 | 160 000 000 | [ 242 ]         |
| Black Widow                                | 9 luglio 2021      | 183 651 655  | 196 100 000    | 379 751 655   | 200 000 000 | [ 243 ] [ 244 ] |
| Shang-Chi e la leggenda dei Dieci Anelli   | 3 settembre 2021   | 224 543 292  | 207 700 000    | 432 243 292   | 150 000 000 | [ 245 ] [ 246 ] |
| Eternals                                   | 5 novembre 2021    | 164 870 234  | 237 194 665    | 402 064 899   | 200 000 000 | [ 247 ] [ 248 ] |
| Spider-Man: No Way Home                    | 17 dicembre 2021   | 814 866 759  | 1 106 533 944  | 1 921 426 073 | 200 000 000 | [ 249 ] [ 250 ] |
| Doctor Strange nel Multiverso della Follia | 6 maggio 2022      | 411 331 607  | 544 444 197    | 955 775 804   | 200 000 000 | [ 251 ] [ 252 ] |
| Thor: Love and Thunder                     | 8 luglio 2022      | 343 256 830  | 417 671 251    | 760 928 081   | 250 000 000 | [ 253 ] [ 254 ] |
| Black Panther: Wakanda Forever             | 11 novembre 2022   | 453 829 060  | 405 379 776    | 859 208 836   | 250 000 000 | [ 255 ] [ 256 ] |
| Ant-Man and the Wasp: Quantumania          | 17 febbraio 2023   | 214 504 909  | 261 566 271    | 476 071 180   | 200 000 000 | [ 257 ] [ 258 ] |
| Guardiani della Galassia Vol. 3            | 5 maggio 2023      | 358 995 815  | 486 559 962    | 845 555 777   | 250 000 000 | [ 259 ] [ 260 ] |
| The Marvels                                | 10 novembre 2023   | 84 500 223   | 121 636 602    | 206 136 825   | 220 000 000 | [ 261 ] [ 262 ] |
| Deadpool & Wolverine                       | 26 luglio 2024     | 636 745 858  | 701 327 787    | 1 338 073 645 | 200 000 000 | [ 263 ] [ 264 ] |
| Captain America: Brave New World           | 14 febbraio 2025   | 200 500 001  | 214 601 576    | 415 101 577   | 180 000 000 | [ 265 ] [ 266 ] |
| Thunderbolts*                              | 2 maggio 2025      | 190 274 328  | 192 162 589    | 382 436 917   | 180 000 000 | [ 267 ] [ 268 ] |
| I Fantastici Quattro - Gli inizi           | 25 luglio 2025     | 249 533 629  | 222 212 182    | 471 745 811   | 200 000 000 | [ 269 ] [ 270 ] |
| Totale                                     | Totale             | 13079718835  | 19375579473    | 32455392287   | 7278000     |                 |

### Critica
| Film                                       | Rotten Tomatoes      | Metacritic             |
| ------------------------------------------ | -------------------- | ---------------------- |
| Iron Man                                   | 94% (278 recensioni) | 79/100 (38 recensioni) |
| L'incredibile Hulk                         | 68% (238 recensioni) | 61/100 (38 recensioni) |
| Iron Man 2                                 | 72% (300 recensioni) | 57/100 (40 recensioni) |
| Thor                                       | 77% (293 recensioni) | 57/100 (40 recensioni) |
| Captain America - Il primo Vendicatore     | 80% (274 recensioni) | 66/100 (43 recensioni) |
| The Avengers                               | 91% (364 recensioni) | 69/100 (43 recensioni) |
| Iron Man 3                                 | 79% (327 recensioni) | 62/100 (44 recensioni) |
| Thor: The Dark World                       | 67% (288 recensioni) | 54/100 (44 recensioni) |
| Captain America: The Winter Soldier        | 90% (310 recensioni) | 70/100 (48 recensioni) |
| Guardiani della Galassia                   | 92% (337 recensioni) | 76/100 (53 recensioni) |
| Avengers: Age of Ultron                    | 75% (375 recensioni) | 66/100 (49 recensioni) |
| Ant-Man                                    | 83% (339 recensioni) | 64/100 (44 recensioni) |
| Captain America: Civil War                 | 90% (430 recensioni) | 75/100 (52 recensioni) |
| Doctor Strange                             | 89% (386 recensioni) | 72/100 (49 recensioni) |
| Guardiani della Galassia Vol. 2            | 85% (423 recensioni) | 67/100 (47 recensioni) |
| Spider-Man: Homecoming                     | 92% (397 recensioni) | 73/100 (51 recensioni) |
| Thor: Ragnarok                             | 93% (440 recensioni) | 74/100 (51 recensioni) |
| Black Panther                              | 96% (525 recensioni) | 88/100 (55 recensioni) |
| Avengers: Infinity War                     | 85% (487 recensioni) | 68/100 (54 recensioni) |
| Ant-Man and the Wasp                       | 87% (444 recensioni) | 70/100 (56 recensioni) |
| Captain Marvel                             | 79% (550 recensioni) | 64/100 (56 recensioni) |
| Avengers: Endgame                          | 94% (552 recensioni) | 78/100 (57 recensioni) |
| Spider-Man: Far from Home                  | 91% (456 recensioni) | 69/100 (55 recensioni) |
| Black Widow                                | 79% (461 recensioni) | 68/100 (58 recensioni) |
| Shang-Chi e la leggenda dei Dieci Anelli   | 92% (344 recensioni) | 71/100 (52 recensioni) |
| Eternals                                   | 47% (417 recensioni) | 52/100 (62 recensioni) |
| Spider-Man: No Way Home                    | 93% (431 recensioni) | 71/100 (60 recensioni) |
| Doctor Strange nel Multiverso della Follia | 73% (464 recensioni) | 60/100 (65 recensioni) |
| Thor: Love and Thunder                     | 63% (448 recensioni) | 57/100 (64 recensioni) |
| Black Panther: Wakanda Forever             | 84% (447 recensioni) | 67/100 (62 recensioni) |
| Ant-Man and the Wasp: Quantumania          | 46% (413 recensioni) | 48/100 (61 recensioni) |
| Guardiani della Galassia Vol. 3            | 82% (410 recensioni) | 64/100 (63 recensioni) |
| The Marvels                                | 63% (376 recensioni) | 50/100 (57 recensioni) |
| Deadpool & Wolverine                       | 78% (419 recensioni) | 56/100 (58 recensioni) |
| Captain America: Brave New World           | 46% (364 recensioni) | 42/100 (56 recensioni) |
| Thunderbolts*                              | 88% (375 recensioni) | 68/100 (53 recensioni) |
| I Fantastici Quattro - Gli inizi           | 86% (385 recensioni) | 65/100 (54 recensioni) |
| Media                                      | 80%                  | 65                     |